# Klubi Sportiv Apolonia Fier
Il Klubi Sportiv Apolonia Fier, meglio noto come Apolonia Fier, è una società calcistica albanese con sede nella città di Fier. Milita nella Kategoria e Parë, la seconda serie del campionato albanese di calcio.
Il club fu fondato nel 1925 come KS Apollonia, nome derivante dall'antica città illirica di Apollonia, le cui rovine sorgono vicino a Fier. Ha vinto la Coppa d'Albania nel 1997-98.

## Storia

### Le origini
Nel 1920, nella città di Fier iniziano delle attività sportive organizzate. I ragazzi che studiavano nelle grandi città albanesi e all'estero avevano imparato a giocare a calcio e trasmisero la passione all'intera città. Il gioco si diffuse molto rapidamente e coinvolgeva bambini e adulti. La prima partita ufficiale giocata nella città di Fier fu organizzata dalla "Società Culturale Bashkimi" il 17 luglio 1924 tra i club di Fier e della vicina Valona. Nell'estate del 1925, un gruppo di studenti guidati da Namik Resuli fondò la Shoqeria Sportive Apollonia, prendendo il nome dalle vicine rovine della città illirica di Apollonia. La società aveva un carattere multidisciplinare e comprendeva il primo club calcistico della città. Nel 1927 il nome del club fu modificato in SK Myzeqeja e nel corso del 1928 diventò un club professionistico, riorganizzando la propria struttura con l'aggiunta di un regolamento e di un consiglio di amministrazione, con lo scopo di gestire ogni attività e ogni partita.

### 1930-1945
Nel 1930 fu fondata la Federazione calcistica dell'Albania e fu organizzato il primo campionato albanese di calcio. Il club fu inserito nella seconda serie, assieme a Shqiponja Gjirokastër, Lushnja, Bardhyli Lezhë e Muzaka Berat. Prima dell'inizio del campionato il nome fu mutato in SK Fier, perdendo il nome Apollonia. Il primo campionato fu vinto dal Muzaka Berat e l'anno seguente (1931) la seconda serie non fu organizzata. Il 1932 il campionato tornò e si giocò in due gironi tra aprile e maggio. Per tre stagioni consecutive l'SK Fier disputò la seconda serie nel Gruppo B senza riuscire a guadagnare la promozione in prima serie. Dopo la mancata organizzazione del campionato anche nel 1935, l'SK Fier partecipò alla seconda serie nel 1936 su invito della Federazione calcistica dell'Albania, a seguito del ritiro per problemi finanziari del Leka i Madh Përmet. Nei tre anni successivi non ci fu nessun campionato di seconda serie. A seguito dello scoppio della Seconda guerra mondiale, l'SK Fier cessò le attività sportive fino al 1945.

### 1945-1990
Nel 1945 alla ripresa delle attività sportive il club riprese il nome Apolonia Fier e partecipò per la prima volta alla massima serie nel gruppo B della Kategoria e Parë 1945. Terminò il torneo quinto su sei squadre nel gruppo B con 10 punti. Nella stagione successiva il club fu retrocesso, per poi ritornare nella massima serie nel 1948. Nel 1948 la Federazione albanese decise di uniformare il sistema calcistico albanese a quello delle altre federazioni europee occidentali passando a una stagione calcistica dall'autunno alla primavera. In questa riforma l'Apolonia Fier fu inserito nella seconda serie. Il torneo non fu completato e fu cancellato il 31 marzo 1949 sotto pressioni sovietiche per ristabilire il formato sovietico.

Nel 1958 fu costruito un nuovo stadio nella città di Fier per le sole partite di calcio, con una capienza di 6000 spettatori e intitolato a Loni Papuçiu.

Sotto la guida tecnica di Vangjel Capo il club raggiunse il suo picco nel periodo 1985-1990. Il quarto posto raggiunto nel Kategoria e Parë 1988-1989 valse la qualificazione per la prima volta alla Coppa UEFA 1989-1990. Fu eliminato al primo turno dai francesi dell'Auxerre con un 8-0 complessivo.

### 1990-presente
Dopo la caduta del comunismo, come successe per molti club albanesi, molti giocatori decisero di continuare la loro carriere all'estero. Nel 1992 si decise di separare la sezione calcio dal resto della società sportiva, dando così origine al KF Apolonia Fier sotto la presidenza di Ledjo Mita. Nella stagione 1996-1997 il club tornò ad alti livelli terminando al quinto posto. L'anno dopo il club terminò settimo, ma riuscì a raggiungere la finale della Coppa d'Albania 1997-1998. La finale vide il KF Apolonia Fier sfidare i rivali del Lushnja e vincere per 1-0 il suo unico trofeo. L'anno seguente guadagnò il diritto di partecipare alla Coppa delle Coppe 1998-1999. Fu eliminato al turno preliminare dai belgi del Genk con un 9-1 complessivo.

Dopo alcuni anni in Kategoria Superiore il club fu retrocesso in Seconda Divisione nel 2002-2003. Ritornò in massima serie nel 2006 per poi essere subito retrocesso. Da allora ha alternato stagioni in seconda serie a stagioni in massima serie. Ha ottenuto una nuova promozione in Kategoria Superiore nel 2013-2014, ma la retrocessione è stata immediata. È tornato in massima serie vincendo il campionato di Kategoria e Parë 2019-2020.

## Strutture

### Stadio
Gioca allo stadio Stadiumi Loni Papuçiu.

## Palmarès

### Competizioni nazionali
- Coppa d'Albania: 1

1997-1998
- Kategoria e Parë: 5

1966-1967, 1971-1972, 1978-1979, 1984-1985, 2019-2020

### Altri piazzamenti
- Coppa d'Albania:

Semifinalista: 1969-1970, 1970-1971, 1983-1984, 1987-1988, 1989-1990, 1990-1991, 1998-1999
- Supercoppa d'Albania:

Finalista: 1998
- Kategoria e Parë:

Secondo posto: 1956, 1973-1974, 1983-1984

## Organico

### Rosa 2020-2021
Aggiornato al 2 gennaio 2021.
| N. |                    | Ruolo | Calciatore         |
| -- | ------------------ | ----- | ------------------ |
| 1  | Albania (bandiera) | P     | Gazmir Çepele      |
| 3  | Albania (bandiera) | D     | Benito Culli       |
| 4  | Albania (bandiera) | D     | Ersildjo Asllanaj  |
| 6  | Albania (bandiera) | C     | Dejan Andoni       |
| 7  | Albania (bandiera) | C     | Redon Mihana       |
| 8  | Albania (bandiera) | C     | Aleksandro Zaimaj  |
| 9  | Albania (bandiera) | A     | Mario Gjata        |
| 10 | Albania (bandiera) | C     | Erisildo Smaçi     |
| 13 | Albania (bandiera) | D     | Serjan Repaj       |
| 14 | Albania (bandiera) | C     | Skerdilajd Levendi |
| 16 | Albania (bandiera) | A     | Rubin Hebeja       |
| 17 | Albania (bandiera) | A     | Mariel Sota        |
| 18 | Albania (bandiera) | C     | Stefano Omeri      |

| N. |                               | Ruolo | Calciatore      |
| -- | ----------------------------- | ----- | --------------- |
| 19 | Albania (bandiera)            | C     | Ksement Mehmeti |
| 21 | Albania (bandiera)            | D     | Denis Duda      |
| 22 | Albania (bandiera)            | C     | Sali Kumani     |
| 28 | Albania (bandiera)            | D     | Eljon Sota      |
| 30 | Ghana (bandiera)              | D     | Benjamin Agyare |
| 31 | Albania (bandiera)            | P     | Endrit Çako     |
| 33 | Albania (bandiera)            | A     | Krisild Zoga    |
| 55 | Albania (bandiera)            | P     | Romeo Harizaj   |
| 67 | Nigeria (bandiera)            | A     | Effiong Eyoh    |
| 88 | Ghana (bandiera)              | C     | Kofi Yeboah     |
| 99 | Albania (bandiera)            | A     | Rimal Haxhiu    |
|    | Macedonia del Nord (bandiera) | D     | Imran Fetai     |
|    | Albania (bandiera)            | A     | Jeton Krasniqi  |

## Staff tecnico
- Allenatore:  Juriy Cannarsa
- Vice-Allenatore:  Dhimiter Papuciu
- Team Manager:  Marjol Miho
- Preparatore dei portieri: ?
- Preparatore atletico:  Dario Dian
- Medico sociale: ?